# Kolibřík rubínohrdlý
Kolibřík rubínohrdlý (Archilochus colubris) je tažný pták z čeledi kolibříkovitých (Trochilidae).

## Popis
Zbarven je převážně zeleně, má šedé bříško a svůj název obdržel od rubínově zbarvené skvrny na hrdle samce. Samec má tmavý, vidličnatý ocas. Samici schází rubínová skvrna a má tupě zakončený ocas. Tři krajní ocasní pírka mají navíc na konci velkou, bílou skvrnu. Mladí ptáci se podobají samici. Měří 9 cm, v rozpětí křídel má 10–12 cm a váží 3–3,5 g.

## Rozšíření
Hnízdí ve východní části Severní Ameriky, v létě zalétá až do Kanady, zimuje na Floridě a ve Střední Americe.

## Rozmnožování
Do hnízda, spředeného pavoučím vláknem z listí a mechu, klade samička po dvou vajíčkách. O mláďata se stará pouze samička. Při jednom příletu nakrmí samička obě mláďata. Je vysoce teritoriální. Tento malý ptáček je neohroženým bojovníkem a se svými soky svádí hlučné vzdušné souboje.

## Potrava
Živí se květním nektarem a rovněž drobným hmyzem. Má stejně jako ostatní kolibříci dlouhý trubicovitý zobák a nektar nasává pomocí zvláštně utvářeného, trubicovitého jazyka. U květů, nebo u krmítek pro kolibříky se kolibříci navzájem zahánějí. Kolibřík je schopen lovu hmyzu za letu.

## Zajímavosti
V plné rychlosti mávne kolibřík rubínohrdlý křídly minimálně 50× za sekundu. Obrovskou frekvenci mávání křídel dosahuje díky přímému spalování naposledy zkonzumovaného cukru ve svalstvu, přičemž obchází energetické náklady, které by stála přeměna tohoto cukru nejprve na tuk.